# Campylaspis tumulifera
Campylaspis tumulifera är en kräftdjursart som beskrevs av Jones 1984. Campylaspis tumulifera ingår i släktet Campylaspis och familjen Nannastacidae. Inga underarter finns listade i Catalogue of Life.